# Ал-Кадр
Сура Ал-Кадр (Арабски: القدر), „Могъществото“, е 97-а сура от Корана. Тя съдържа пет айета.
Нощта Ал-Кадр.
В тази нощ Свещеният Коран бил низпослан изцяло от тайнството на Запазения скрижал (Ал-леух ал-мехфуз) на земното небе. Освен „Нощта на могъществото“ и „Нощта на предопределението“, „Лейляту-л-кадр“ означава и „Нощта на почитта“, защото тя е израз на почит, която Аллах Всевишния е оказал на отдадените на Него.
بِسْمِ اللَّهِ الرَّحْمَٰنِ الرَّحِيمِ
إِنَّا أَنزَلْنَاهُ فِي لَيْلَةِ الْقَدْرِ 
وَمَا أَدْرَاكَ مَا لَيْلَةُ الْقَدْرِ
لَيْلَةُ الْقَدْرِ خَيْرٌ مِّنْ أَلْفِ شَهْرٍ
تَنَزَّلُ الْمَلَائِكَةُ وَالرُّوحُ فِيهَا بِإِذْنِ رَبِّهِم مِّن كُلِّ أَمْرٍ
سَلَامٌ هِيَ حَتَّىٰ مَطْلَعِ الْفَجْرِ
В името на Аллах, Всемилостивия, Милосърдния!
1. Ние низпослахме (Корана) в нощта Ал-Кадр (Предопределението)
2. Но откъде да знаеш ти какво е нощта Ал-Кадр?
3. Нощта Ал-Кадр е по-добра от хиляда месеца.
4. Слизат меляикета и Духът [Джебраил] през нея с позволението на техния Повелител за всяка повеля.
5. Мир е тя до началото на развиделяването.